# Yokosuka MXY-7 Ohka
Yokosuka MXY-7 Ohka, (櫻花 (Shinjitai: 桜花) "Hoa anh đào" Hebon-shiki transcription Ōka,) là một loại bom chống tàu chiến được điều khiển bởi các phi công cảm tử Thần phong, được Nhật Bản chế tạo trong giai đoạn cuối Thế chiến thứ 2. Các thủy thủ Hoa Kỳ đặt cho nó biệt danh Baka (Tiếng Nhật là "ngớ ngẩn" hoặc "ngu ngốc").

## Thiết kế và phát triển
MXY-7 Ohka là một trái bom bay được phi công điều khiển, thường được mang bên dưới một chiếc máy bay ném bom Mitsubishi G4M "Betty" Model 24J để tới gần mục tiêu trong tầm bay của nó; khi xuất kích, phi công sẽ điều khiển quả bom lượn về phía mục tiêu, và khi mục tiêu đủ gần anh ta sẽ kích hoạt ba động cơ nhiên liệu rắn của Ohka', từng động cơ một hay đồng loạt, và lái quả tên lửa lao vào chiếc tàu mà anh ta muốn tiêu diệt.
Bản thiết kế được sáng chế bởi Mitsuo Ohta trong phi đội (Kokutai) số 405 , được hỗ trợ bởi sinh viên của Viện Nghiên cứu hàng không tại Đại học Tokyo. Sau đó Ohta trình bày kế hoạch của mình cho cơ sở nghiên cứu tại Yokosuka. Hải quân Đế quốc Nhật Bản đã khen ngợi ý tưởng và các kỹ sư quân sự ở xưởng kỹ thuật không lực Hải quân Yokosuka (Dai-Ichi Kaigun Koku Gijitsusho, gọi tắt là Kugisho) đã tạo nên bản thiết kế chính thức với tên gọi MXY7. Biến thể duy nhất đã đi vào phục vụ là Model 11, được trang bị 3 động cơ phản lực Kiểu 4 Mark 1 Model 20. 155 chiếc Ohka Model 11 chế tạo ở Yokosuka, và 600 chiếc khác chế tạo ở xưởng Không lực Hải quân tại Kasumigaura.
Trong pha tấn công cuối (khi lao vào mục tiêu), việc ngăn chặn quả tên lửa là gần như không thể bởi tốc độ cao của nó (403 dặm/giờ tương đương với 649 km/h khi bay ngang và 576 dặm/giờ tương đương với 927 km/h hoặc thậm chí là 650 dặm/giờ tương đương với 1046 km/h khi bổ nhào). Các phiên bản sau được thiết kế để phóng từ căn cứ không quân ven biển và các hang động, và thậm chí từ tàu ngầm có trang bị máy phóng, mặc dù không cách nào thực sự được sử dụng..Các hoạt động của Ohka được ghi nhận bao gồm ba tàu bị đánh chìm hoặc hư hại tới mức không thể sửa chữa và ba tàu khác với thiệt hại đáng kể. Bảy tàu chiến Mỹ bị hư hại hoặc bị đánh chìm bởi Ohka trong suốt cuộc chiến. USS Mannert L. Abele (DD-733) là con tàu đầu tiên của Đồng minh bị đánh chìm bởi Ohka, tại khu vực gần Okinawa ngày 12 tháng 4 năm 1945
.
Các phi công lái Ohka, là các thành viên của nhóm Jinrai Butai (nhóm thần Sấm), được vinh danh ở Nhật Bản tại công viên Ohka - thành phố Kashima, các Đài tưởng niệm Ohka tại thành phố Kanoya, Đài tưởng niệm Kamakura Ohka Kenchō-ji Kamakura, và ở đền Yasukuni tại Tokyo.

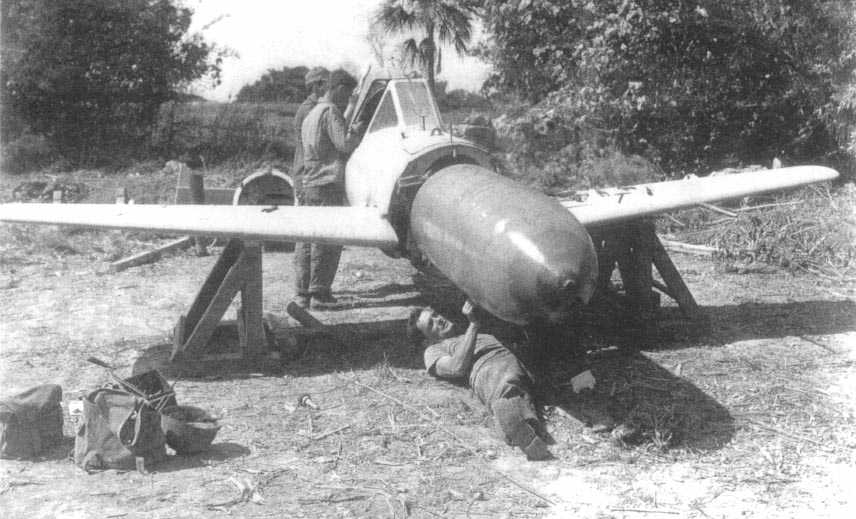
Vô hiệu hóa quả bom

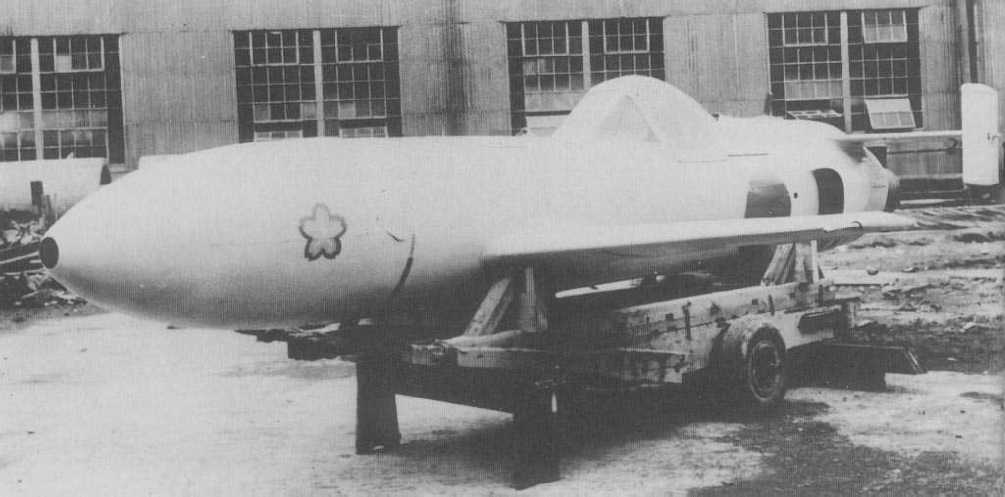
Mẫu 22 được đẩy bằng động cơ phản lực, để ý đến ống hút khi

Chỉ có một phiên bản Ohka đi vào hoạt động là Model 11. Thực chất đây là một trái bom 1.200 kg (2,646 lb) với những cánh lái bằng gỗ, được trang bị 3 động cơ phản lực Kiểu 4 Model 1 Mark 20. Model 11 có vận tốc lớn, nhưng tầm hoạt động ngắn. Đây là vấn đề lớn, vì nó yêu cầu cần một máy bay mẹ - bay chậm và nặng nề để tiếp cận mục tiêu. Điều này khiến nó dễ bị tổn thương bởi các máy bay tiêm kích phòng thủ. Có một biến thể thí nghiệm của Kiểu 11 là Kiểu 21, nó có những cánh thép mỏng và được sản xuất bởi Nakajima. Nó có động cơ của Model 11 và khung thân của Kiểu 22
.
Ohka K-1 là một phiên bản huấn luyện với vòi phun nước thay cho đầu nổ và động cơ, nhằm hướng dẫn phi công kinh nghiệm xử lý các tình huống. 45 chiếc được chế tạo bởi Dai-Ichi Kaigun Koku Gijitsusho.
Model 22 được thiết kế để khắc phục vấn đề tầm bay ngắn bằng việc thêm một buồng đốt thứ 2, sử dụng động cơ loại Tsu-11. ĐỘng cơ được thử nghiệm thành công, và 50 chiếc Model 22 Ohka được chế tạo ở Yokosuka sử dụng động cơ này. Model 22 đã được phóng bởi các máy bay ném bom tốc độ cao Yokosuka P1Y3 Ginga "Frances", vốn cần một sải cánh ngắn hơn và một đầu nổ nhỏ hơn nhiều, chỉ còn 600 kg (1,320 lb). Không chiếc nào xuất hiện trong hoạt động chiến đấu, và chỉ có ba động cơ thử nghiệm Tsu-11 được biết là đã được sản xuất.
Model 33 là phiên bản lớn hơn của Model 22 trang bị động cơ Ishikawajima Ne-20 với đầu đạn 800 kg (1,760 lb). Máy bay mẹ là loại Nakajima G8N Renzan. Model 33 đã bị hủy bỏ do không có sẵn những chiếc Renzan để mang nó.
.
Một phiên bản bị hủy khác là Mẫu 43A với những cánh gấp để phóng từ tàu ngầm, và Mẫu 43B, có một phiên bản máy phóng/tên lửa hỗ trợ, cũng có đôi cánh gấp để có thể được giấu trong hang động. Một máy bay huấn luyện cũng được phát triển cho phiên bản này, Mẫu 43 K-1 Kai Wakazakura (Hao anh đào non), trang bị duy nhất 1 động cơ phản lực. Ở phần đầu đạn, một chỗ ngồi thứ hai được dành cho các học viên phi công. Hai chiếc thuộc phiên bản này đã được chế tạo.
Cuối cùng, Model 53 cũng sử dụng động cơ Ne-20 turbojet, nhưng sẽ được kéo như một tàu lượn và được thả gần mục tiêu.
.

## Lich sử hoạt động
Ngày 21-3-1945, 16 Ohka - mang bởi những chiếc Betty được hộ tống bởi 55 chiếc Zero tấn công nhóm đặc nhiệm 58.1 gồm các tàu sân bay (Hornet, Bennington, Wasp, và Belleau Wood). Hai chiếc "Betty" khác để hộ tống và cung cấp sự điều phối và quan sát. Do vấn đề kỹ thuật, 25 chiếc Zero đã phải quay lại hoặc không thể cất cánh. Đội tấn công của Ohka đã bị chặn lại bởi 16 chiếc F6F Hellcat và nhữung chiếc Ohka đã ngay lập tức đưộc thả bởi các máy bay Betty từ khoảng cách 113 km (70 dặm) tới mục tiêu. Không có chiếc Betty nào quay về, không có tàu nào bị tấn công, 16 phi công của Jinrai Butai đã bị chết, và chỉ có 15 chiếc Zero bị hư hại đã quay trở về.
Các cuộc tấn công được tăng cường vào tháng 4 năm 1945. Ngày 01 Tháng 4 năm 1945, sáu Betty tấn công hạm đội Mỹ đang rời khỏi Okinawa. Ít nhất một chiếc đã thực hiện một cuộc tấn công thành công, đánh trúng tháp pháo 406 mm (16 in) trên thiết giáp hạm West Virginia, gây ra hư hại trung bình. Các tàu vận tải Alpine, Achernar, và Tyrrell cũng bị trúng máy bay Thần phong, nhưng không rõ là có chiếc Ohka nào khác đã lao trúng hay không. Không một chiếc Betty nào quay về.
Vào 12-4-1945, chín chiếc "Betty" tấn công Hạm đội Mỹ tại Okinawa. Khu trục hạm Mannert L. Abele bị đánh trúng, gãy đôi và chìm, được chứng kiến bởi LSMR-189 CO James M. Stewart. Chiếc Jeffers đã hạ một Ohka với pháo phòng không 45 m (50 yd) trên tàu, nhưng các vụ nổ vẫn còn đủ mạnh để gây ra thiệt hại nặng nề, buộc Jeffers phải rút lui. Các tàu khu trục USS {{| Stanly | DD-478 | 2}} đã bị tấn công bởi hai Ohka. Một tấn công ngay trên mực nước, xuyên qua phía bên kia của thân tàu trước khi lao xuống biển và nổ, gây thiệt hại nhẹ cho con tàu, và chiếc Ohka còn lại thì bị mất điều khiển và rơi xuống biển. Một chiếc Betty sống sót và quay trở về.
Vào ngày 14 Tháng Tư năm 1945, bảy "Betty" tấn công hạm đội Mỹ ở Okinawa. Không chiếc nào trở về. Không có chiếc Ohka nào dường như đã được phóng ra. Hai ngày sau, sáu "Betty" tấn công hạm đội Mỹ ở Okinawa. Hai trở về, nhưng không có Ohka nào đánh trúng mục tiêu. Sau đó, vào ngày 28 tháng 4 năm 1945, bốn "Betty" tấn công hạm đội Mỹ ở Okinawa vào ban đêm. Một chiếc trở về. Không có vụ đánh trúng nào được ghi lại.
Tháng 5-1945 chứng kiến một loạt các cuộc tấn công. Ngày 4-5-1945, bảy "Betty" tấn công hạm đội Mỹ ở Okinawa. Một Ohka đánh trúng cầu tàu của một tàu quét mìn,  Shea , gây thiệt hại và thương vong lớn.  Gayety  cũng bị hư hỏng bởi một Ohka lao sát mục tiêu. Một chiếc "Betty" trở về. Ngày 11-5-1945, bốn "Betty" tấn công hạm đội Mỹ. Các tàu khu trục USS {{| Hugh W. Hadley | DD-774 | 2}} đã bị đánh trúng gây hư hại nặng và bị ngập nước. Con tàu này được ghi nhận không thể sửa chữa. Ngày 25-5-1945, 11 "Betty" tấn công hạm đội Mỹ. Thời tiết xấu buộc hầu hết các máy bay quay trở lại, và không có vụ tấn công nào được ghi nhận.
Ngày 22-6-1945, sáu chiếc "Betty" tấn công hạm đội Mỹ. Hai chiếc quay về, song không có đòn đánh trúng đích được ghi nhận.

## Các phiên bản

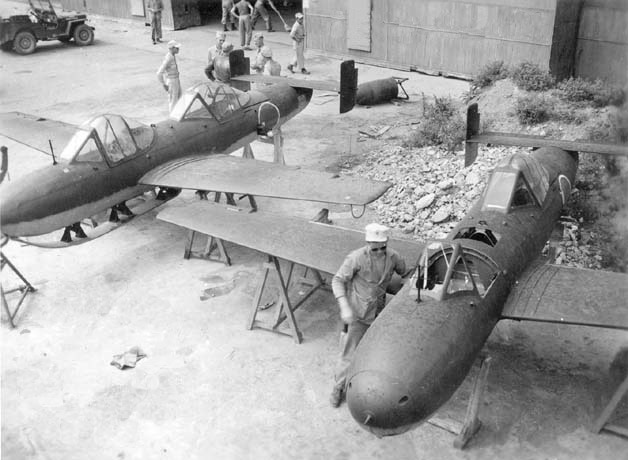
Phiên bản huấn luyện Model 43 K-1 Kai

### Phiên bản hoạt động
- Kugisho/Yokosuka MXY-7 "Ohka" Model 11. 755 chiếc được chế tạo.

### Phiên bản không đi vàohoạt động
- Kugisho/Yokosuka "Ohka" Model 21. Cánh thép; 1 chiếc được chế tạo.
- Kugisho/Yokosuka "Ohka" Model 22. 50 chiếc được chế tạo.
- Kugisho/Yokosuka "Ohka" Model 33. Phóng bởi máy bay Renzan.
- Kugisho/Yokosuka "Ohka" Model 43A Ko. Phóng từ tàu ngầm.
- Kugisho/Yokosuka "Ohka" Model 43B Ostu. Phóng từ hang động.
- Kugisho/Yokosuka "Ohka" Model 53. Được kéo và thả như một tàu lượn.

### Phiên bản huấn luyện
- Kugisho/Yokosuka "Ohka" K-1.
- Kugisho/Yokosuka "Ohka" Model 43 K-1 Kai.

## Những chiếc còn sót lại

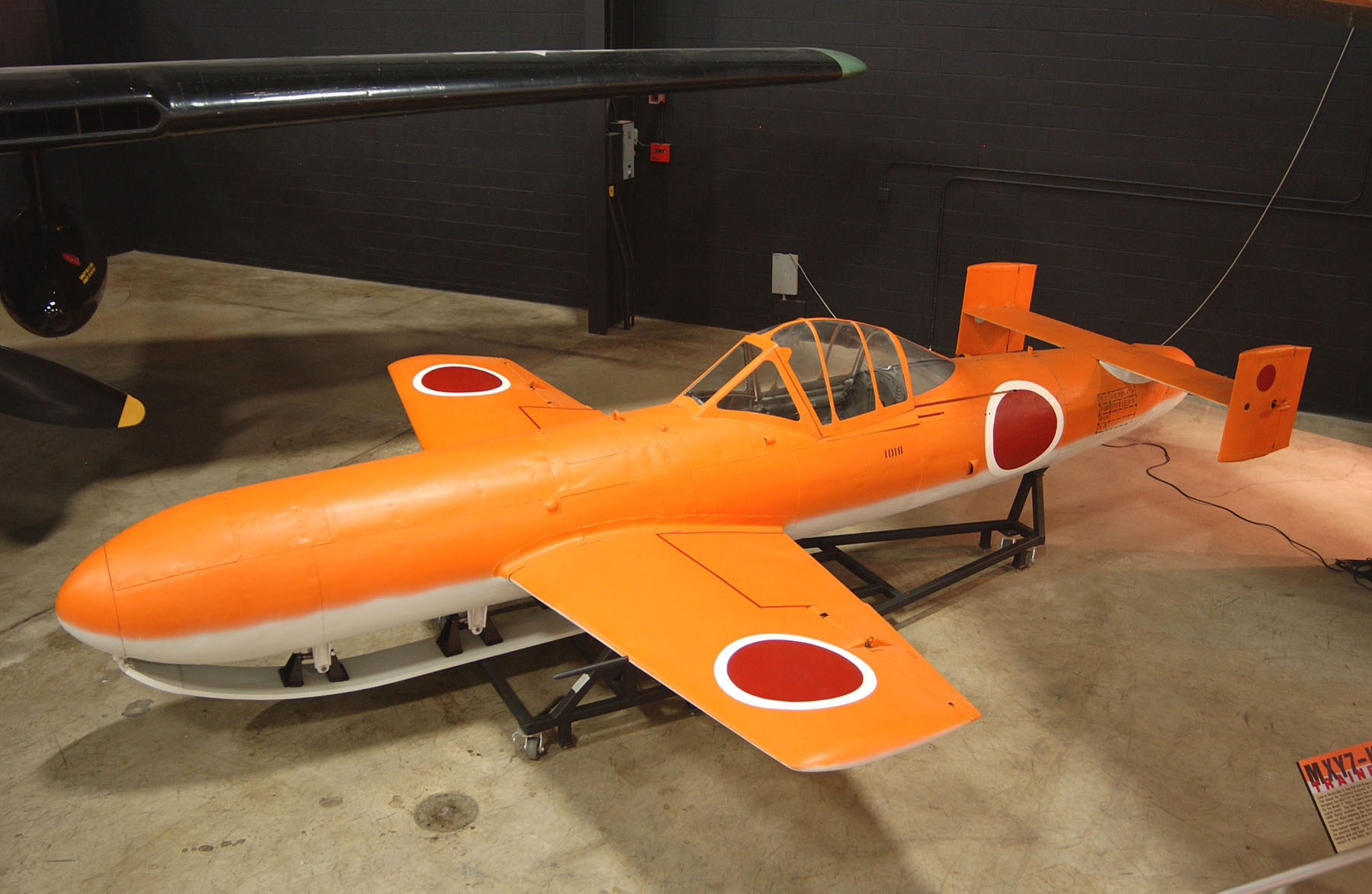
K1 Ohka, Bảo tàng quốc gia Không quân Hoa Kỳ

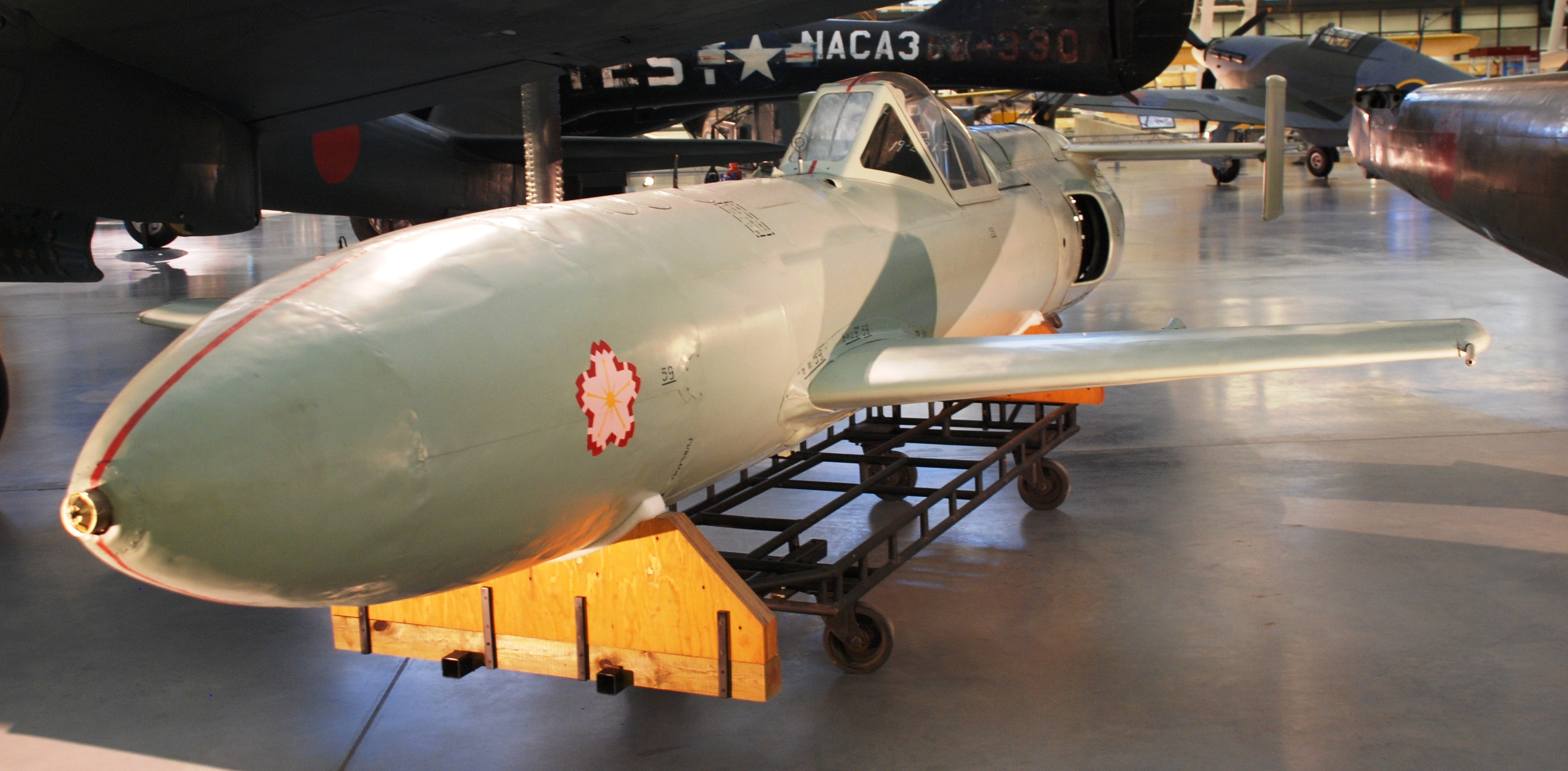
Model 22 Ohka. Bảo tàng hàng không vũ trụ

Có 852 chiếc được chế tạo, hầu hết là Model 11. Những chiếc Ohka còn lại gồm:
- Model 11: Bảo tàng Không lực Hoàng gia, Cosford. Ohka có số I-13 bị bắt vào 1-4-1945 tại Yontan, Okinawa.
- Model 11: Bảo tàng vũ khí hạm đội, Yeovilton.
- Model 11: Bảo tàng khoa học công nghệ Manchester, Manchester.
- Model 11: Học viện quốc phòng về chất nổ, Kent.
- Model 11: Bảo tàng Không quân Ấn Độ, New Delhi.
- Model 11: Căn cứ Không quân Iruma, Iruma, Saitama.
- Model 11: Bảo tàng Không lực Thủy quân lục chiến, Quantico, Virginia.
- Model 11: Bảo tàng không quân Yanks Chino, California. Ohka số I-10.
- Model 11: Planes of Fame Museum, Chino, California. Ohka Number I-18 captured at Yontan.
- Model 22: Bảo tàng hàng không vũ trụ quốc gia, Washington, D.C. (phục chế năm 1993).
- K-1 (tái chế từ Model 11, nhưng vẫn giữ lại cánh lượn): Bảo tàng quốc gia Không quân Hoa Kỳ, Dayton, Ohio.
- K-1: Bảo tàng Hải quân Hoa Kỳ, Washington, D.C. Exhibit Photo Lưu trữ ngày 4 tháng 2 năm 2012 tại Wayback Machine.
- Model 43 K-1 Kai: Bảo tàng hàng không vũ trụ quốc gia, Washington, DC.

## Thông số kỹ thuật (Model 11)
Tổ lái = 1
Chiều dài = 6.06 m
Sải cánh= 5.12 m
Đường kính thân= 1.16 m
Tiết diện= 6 m²
Trọng lượng rỗng= 440 kg
Trọng lượng đầy tải= 2.140 kg

Yokosuka Ohka Model 22

Động cơ= 3 động cơ Kiểu 4 Mark 1 Model 20 nhiên liệu rắn
Lực đẩy = 2,60 kN
Vận tốc cực đại= 804 km/h khi bay, 1.040 km/h khi bổ nhào
Tầm bay= 36 km
Lực nâng= 356.7 kg/m²
Lực đẩy/trọng lượng= 0,38
- Đầu nổ 1.200 kg (2,646 lb)